# Porterandia anisophylla
Porterandia anisophylla är en måreväxtart som först beskrevs av William Jack och William Roxburgh, och fick sitt nu gällande namn av Henry Nicholas Ridley. Porterandia anisophylla ingår i släktet Porterandia och familjen måreväxter. Inga underarter finns listade i Catalogue of Life.